# As A person
「as A person」（アズ・ア・パーソン）は、日本の女性歌手、華原朋美の14枚目のシングル。

## 解説
- 小室哲哉と破局後、色々な騒動や休養を挟んで、およそ9ヶ月ぶりの復帰第1弾シングル。
- 小室プロデュース離脱後、初のシングル作品。事務所もTKステートからプロダクション尾木に移籍した。
- 初の本人単独での作詞で、プロデューサーかつ恋人だった小室へのメッセージソングとして話題になった。作曲は浜崎あゆみ・V6・Every Little Thingなどのヒットで知られる菊池一仁。編曲はB'zやZARDなどのヒットで知られる明石昌夫。
- 発売前の6月に静岡県御殿場市の乗馬クラブ「アルカディア」で白馬に跨って登場し、復帰会見を行ったが、当時は不完全な状態で本人曰く、30%程度しか本来の自分を取り戻していない状態であった。TVにも別人のような姿で出演したが、当時は激太りだったと語っている。
- 渡米を経て復活後の2001年に開催した当時デビュー7年目にして初となったファーストライブツアー“待っててくれてアリガトウ”では、涙ながらに力強く歌い、会場を感動させた。
- 初登場で6位にランクインし、「here we are」以来、1年ぶりにTOP10入りを果たし、以降も3週連続10位内をキープし、最終的には約30万枚を売り上げた。
- 1999オリコン年間シングルチャートでは79位。『HEY!HEY!HEY! MUSIC CHAMP』（フジテレビ系）年間パーフェクトランキングでは54位。

## 収録曲
1. as A person
作詞：Tomomi Kahala 作曲：Kazuhito Kikuchi 編曲：Masao Akashi
2. as A person [Version N]
3. as A person [instrumental]
4. as A person [Version N / instrumental]

## 収録アルバム
- 「One Fine Day」（4thアルバム）

as A person [as A....]
as A person [Classic Version]
ベストアルバム
- 「Natural Breeze 〜KAHALA BEST 1998-2002〜」

as A person
- 「Super Best Singles 〜10th Anniversary〜」

as A person
その他
- 「TOMOMI KAHARA FIRST LIVE 2001 〜待っててくれてアリガトウ〜」（ライヴVHS&DVD）

## タイアップ
- NTV系「FUN」FUN'S RECOMMEND #006